# Pinnacle Towers
Les Pinnacles Towers sont deux gratte-ciel en construction à Nairobi au Kenya. Ils s'élèveront à 320 et 201 mètres. Leur achèvement est prévu pour 2023.